# Get to Me
Get to Me è una canzone della rock band statunitense Train, tratta dal loro terzo album, My Private Nation. È stata commercializzata nel 2005 come terzo e ultimo singolo dell'album.

## Classifiche
| Classifica (2005)                    | Posizione più alta |
| ------------------------------------ | ------------------ |
| Stati Uniti (Billboard Adult Top 40) | 6                  |